# 제리 무라드 하모니캐츠

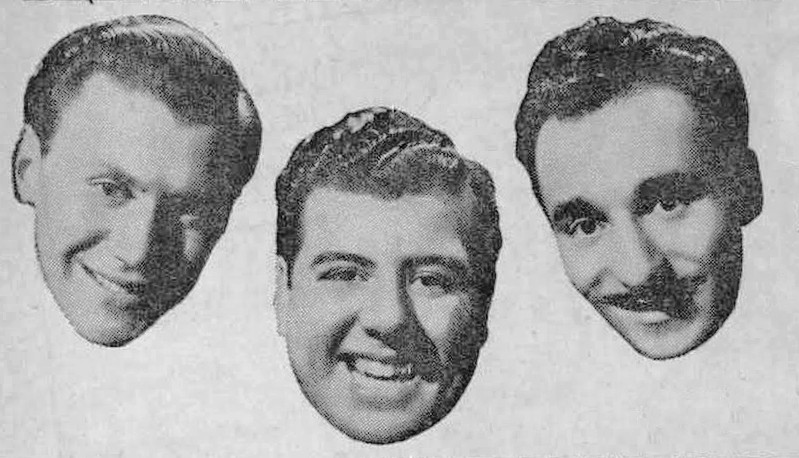
1950년 경

제리 무라드 하모니캐츠(Jerry Murad's Harmonicats)는 미국의 하모니카 그룹이다. 1947년 설립되었다.

## 구성원

### 제리 무라드
제리 무라드(Jerry Murad)는 고도의 기교를 지닌 파퓰러 하모니카 주자이다. 터키 태생으로서 6세 때 도미, 고교 시절에 하모니카를 배웠으며, 1941년에 보라 미네비치가 이끄는 하모니카 래스칼즈에 참가하였다. 1944년에는 알피올 돈 레스와 하모니캐츠라는 트리오를 조직하여 시카고에서 활약하였다. 1947년에 <페그 오 마이 하트>의 히트로 스타가 되었다.

### 돈 레스
돈 레스(1914년 ~ 1994년)는 오하이오주 로레인에서 태어났다.

### 알 피올
알 피올은 시카고에서 태어났고 코드 하모니카를 13세의 나이에 실험하기 시작했다.

## 디스코그래피

### 10" 음반
- Jerry Murad's Harmonicats (Mercury, 1950)
- Harmonica Highlights (Mercury, 1952)
- Harmonica Hits (Mercury, 1952)
- Harmonica Classics (Mercury, 1952)
- Olé: South of the Border with the Harmonicats (Mercury, 1954)

### 12" 음반
- Harmonicats' Selected Favorites (Mercury, 1955)
- South American Nights (Mercury, 1956)
- Command Performance (Mercury, 1956)
- The Cats Meow (Mercury, 1956)
- Dolls, Dolls, Dolls (Mercury, 1957)
- Harmonica Cha-Cha (Mercury, 1958)
- In the Land of Hi-Fi (Mercury, 1959)
- Harmonically Yours (Mercury, 1960)
- Cherry Pink and Apple Blossom White (Columbia, 1960)
- Peg o' My Heart (Columbia, 1961)
- Love Theme from El Cid and Other Motion Picture Songs and Themes (Columbia, 1962)
- Sentimental Serenade (Columbia, 1962)
- Fiesta! (Columbia, 1962)
- Forgotten Dreams (Columbia, 1963)
- The Soul of Italy (Columbia, 1963)
- Try a Little Tenderness (Columbia, 1963)
- The Love Song of Tom Jones (Columbia, 1964)
- That New Gang of Mine! (Columbia, 1965)
- Harmonica Rhapsody (Columbia, 1965)
- What's New Harmonicats? (Columbia, 1966)
- Great Themes from TV and Motion Pictures (Columbia, 1969)